# Kunihiro Yamashita
Kunihiro Yamashita (山下 訓広 Yamashita Kunihiro?, nacido el 29 de mayo de 1986 en Chiba) es un futbolista japonés que se desempeñaba como defensa.

## Trayectoria

### Clubes
| Club                     | País      | Año         |
| ------------------------ | --------- | ----------- |
| Roasso Kumamoto          | Japón     | 2006 - 2009 |
| Albirex Niigata Singapur | Singapur  | 2010 - 2012 |
| Tampines Rovers FC       | Singapur  | 2013 - 2014 |
| Hougang United FC        | Singapur  | 2015        |
| Yangon United FC         | Birmania  | 2016        |
| Borneo FC                | Indonesia | 2017        |
| Perseru Serui            | Indonesia | 2018 -      |